# Ojcowski Park Narodowy
Ojcowski Park Narodowy (OPN) – park narodowy w Polsce, utworzony w 1956 roku. Znajduje się w województwie małopolskim, w powiecie krakowskim, około 16 km od Krakowa. Położony jest na obszarze czterech gmin: Skała, Jerzmanowice-Przeginia, Wielka Wieś, Sułoszowa. Zajmuje powierzchnię 21,46 km².
Pod względem geograficznym znajduje się na Wyżynie Olkuskiej w południowej części Wyżyny Krakowsko-Częstochowskiej. Obejmuje środkową część Doliny Prądnika, część Doliny Sąspowskiej wraz z przyległymi częściami wierzchowiny jurajskiej. Jest najmniejszym z polskich parków narodowych. Jego symbolem jest nietoperz.

## Zabytki i inne obiekty na obszarze parku
- Ruiny średniowiecznego Zamku w Ojcowie,
- Późnorenesansowy Zamek Pieskowa Skała,
- Kaplica „Na Wodzie”,
- Kościół Najświętszej Marii Panny, Pustelnia błogosławionej Salomei i Groty modlitewne w Grodzisku,
- Muzeum Ojcowskiego Parku Narodowego im. prof. Władysława Szafera,
- Jaskinie turystyczne: Jaskinia Ciemna i Jaskinia Łokietka,
- Liczne skały, bardziej znane z nich to: Brama Krakowska, Igła Deotymy, Maczuga Herkulesa, Łaskawiec, Panieńskie Skały, Rękawica, Skały Kawalerskie[6].

## Historia parku
W XIX wieku przyroda na terenach obejmowanych dziś przez OPN ponosiła wielkie straty – wycinano całe drzewostany, rozkopywano jaskinie by wydobyć nagromadzony w nich nawóz, odłamywano skalne nacieki. Równocześnie jednak dokonywano pierwszych odkryć archeologicznych, naukowcy opisywali rzadkie gatunki roślin i zwierząt, a piękno Doliny Prądnika przyciągało pierwszych turystów. W prasie pojawiały się głosy o konieczności ochrony tego unikalnego przyrodniczo miejsca, a światli ziemianie i przedsiębiorcy starali się zapobiec dalszej jego dewastacji, wykupując jego tereny. Archeolog amator Jan Zawisza rozpoczął wykupy od wrocławskich kupców, którzy bez skrupułów wycinali lasy. Kontynuował je Ludwik Józef Krasiński, a założona z inicjatywy Adolfa Dygasińskiego spółka akcyjna wykupiła zamek w Pieskowej Skale. Pod koniec XIX w. założono muzeum regionalne w Ojcowie.
Starania o ochronę przyrody Doliny Prądnika prowadzono już przed II wojną światową. Projekt utworzenia rezerwatu przyrody w Dolinach Prądnika i Sąspowskiej powstał pod kierunkiem prof. Władysława Szafera w 1924. Z jego inicjatywy opracowano pierwszą monografię przyrodniczą Doliny Prądnika i Doliny Sąspowskiej oraz zaprojektowano pierwszy rezerwat przyrody, który według autorów (prof. Szafer i inż. S. Richter) miał „służyć nauce jako teren badań naukowych, a dla turystów przygodnie odwiedzających te strony oraz dla letników (...) stanowić źródło niezapomnianych wrażeń estetycznych”.
Do utworzenia rezerwatu przed II wojną światową jednak nie doszło, a plany te zaczęły być realizowane dopiero w 1953. Na mocy Rozporządzenia Rady Ministrów z 14 stycznia 1956 utworzono Ojcowski Park Narodowy, jako szósty w Polsce. W 1981 ustanowiono wokół OPN strefę ochronną, tworzoną przez Zespół Jurajskich Parków Krajobrazowych. Po korekcie granic w 1997 powierzchnia tej strefy wynosi 6777 ha.

## Geologia i rzeźba terenu
Obszar parku budują wapienie pochodzące z górnej jury. Powstały na dnie dawnego morza ze szkieletów organizmów, a ich miąższość w wielu miejscach dochodzi do 200 m. Są dwa typy tych wapieni: twarde wapienie skaliste i miękkie wapienie ławicowe. Wapienie skaliste tworzą liczne formy skałkowe, wapienie ławicowe wypełniają obszar między nimi. W wapieniach skalistych znajduje się głównie szkielety gąbek, w ławicowych ramienionogów oraz krzemienne buły.
W paleogenie na Wyżynie Olkuskiej w wyniku długotrwałych procesów denudacyjnych doszło do powstania falistej wierzchowiny. W pliocenie podlegała ona silnej erozji, w wyniku której powstała obecna sieć dolin i wąwozów usłanych skałkami z twardych wapieni skalistych. Wyróżnia się formy dolinne i wierzchowinowe. Do form dolinnych należą jary o głębokości do 100 m, nieduże dolinki krasowe, wąwozy oraz terasy i stożki (usypiskowe bądź napływowe). Nad wznoszącą się ponad dolinami wierzchowiną górują ostańce. Największymi dolinami są Dolina Prądnika i Sąspowska, o płaskim dnie i stromych, często pionowych lub nawet podciętych zboczach, ich dnem płyną potoki. Do nich uchodzi wiele mniejszych, przeważnie bezwodnych dolin bocznych. U ich wylotu często tworzą się stożki napływowe spychające potok pod przeciwległy brzeg, np. u wylotu wąwozu Korytania, Wąwozu za Krakowską Bramą i innych. Pod koniec ostatniego zlodowacenia tereny parku pokryte zostały nawianym z północy lessem o grubości dochodzącej do 8 m.
Wynikiem kolejnych etapów rozwoju dolin są występujące na zboczach niektórych dolin terasy. Pozostałe po nich fragmenty często tworzą interesujące formy skalne, jak np. Igła Deotymy czy Brama Krakowska. Terasy były wygodnym miejscem do wznoszenia budowli obronnych, na nich zbudowano zamki w Pieskowej Skale i w Ojcowie.

## Jaskinie
Wapienne podłoże sprzyja powstawaniu jaskiń. Do 2006 r. skatalogowano na obszarze parku około 500 jaskiń i mniejszych jaskiń. Powstały głównie w wyniku krasowego działania wód. Najdłuższymi są: Jaskinia Łokietka, Ciemna – udostępnione turystycznie, oraz Zbójecka, Jaskinia Okopy Wielka Dolna, Sąspowska, Krakowska, Biała i Koziarnia.
Największe zgrupowanie jaskiń jest w niedostępnym dla turystów Wąwozie Jamki, większość pozostałych znajduje się na lewym zboczu Doliny Prądnika, kilkanaście jaskiń jest w Dolinie Sąspowskiej. Liczne jaskinie umożliwiają występowanie na terenie parku bogatej fauny nietoperzy, które w nich zimują. Jaskinie były wykorzystywane przez człowieka prehistorycznego, którego ślady bytowania znaleziono w wielu schroniskach na terenie OPN.

## Pradzieje człowieka w Dolinie Prądnika i Ojcowie
W OPN znaleziono liczne ślady bytowania ludzi prehistorycznych. Sprzyjało im występowanie naturalnych jaskiń i schronisk, dobre warunki obronne terenu, a także obfitość krzemieni, z których można było wykonywać narzędzia. Archeolodzy znajdują ich ślady głównie w namuliskach jaskiń i schronisk. Najstarsze znaleziska pobytu ludzi prehistorycznych odkryto w Jaskini Ciemnej. Pochodzą sprzed 120–115 tys. lat p.n.e. i należą do kultury aszelskiej z końca zlodowacenia środkowopolskiego. W jaskiniach Koziarnia, Ciemna i schronisku Wylotne odkryto bogaty materiał wykopaliskowy świadczący o ich zamieszkiwaniu przez ludzi zaliczanych do 5 kultur i żyjących 70–54 tys. lat p.n.e. Były to liczące do 20 ludzi plemiona wędrownych myśliwych polujących za pomocą oszczepów i bolasów na ówcześnie żyjące tu zwierzęta, m.in. mamuty, tury, renifery, niedźwiedzie jaskiniowe. Bardzo liczne narzędzia krzemienne znaleziono w Jaskini Nietoperzowej, mniej liczne w Koziarni, Jaskini Mamutowej i schronisku w Skale Puchacza. Należały do żyjących ok. 36 tys. lat p.n.e. ludzi kultury jerzmanowickiej. W Jaskini Maszyckiej znaleziono zdobione narzędzia ludzi kultury magdaleńskiej sprzed 13–12 tys. lat p.n.e., oraz dowody świadczące o praktykowanym wówczas kanibalizmie. Nieliczne ślady pobytu ludzi starszej epoki kamienia (8–5,5 tys. lat p.n.e.), tzw. mikrolity, znaleziono w okolicach Smardzowic. Bardzo dużo natomiast znaleziono materiałów archeologicznych z młodszej epoki kamienia (5,5–2,2 tys. lat p.n.e.). Tereny OPN i okolic zamieszkiwane wówczas były licznie przez ludzi należących do kilku kultur: ceramiki wstęgowej rytej, lendzielskiej, pucharów lejkowatych, badeńskiej. Znaleziono liczne kopalnie krzemienia, narzędzia krzemienne, połupane kości zwierząt, ozdoby, fragmenty ceramiki. W jaskiniach ojcowskich czasowo chronili się wówczas ludzie przybywający z okolicznych osad po krzemienie, oraz myśliwi. Tereny OPN zamieszkiwane były także w epoce brązu i epoce żelaza, ale nielicznie, z powodu niesprzyjających rolnictwu warunków naturalnych.

## Flora
Pomimo znacznych przeobrażeń dokonanych działalnością człowieka przez ostatnie 150 lat przed utworzeniem parku narodowego (wyniszczono zupełnie 36 gatunków roślin), przyroda zachowała dużą różnorodność. Na bogactwo flory składa się ok. 950 gatunków roślin naczyniowych, ponad 230 gatunków mchów i wątrobowców, 1200 odmian grzybów i ok. 200 rodzajów porostów. 84 gatunki roślin są prawnie chronione, m.in.: róża alpejska, brzoza ojcowska, kruszczyk błotny i rdzawoczerwony, gnidosz rozesłany, goryczuszka orzęsiona, kosatka kielichowa, listera jajowata, rokitnik zwyczajny, skrzyp olbrzymi, zerwa kulista. Przedstawicielami flory stepowej są wiśnia karłowata, aster gawędka, ostnica Jana. Florę górską reprezentuje jodła, grab, tojad smukły, tojad mołdawski, chaber miękkowłosy, żywiec gruczołowaty. Przetrwały gatunki reliktowe z holocenu: ułudka leśna i obrazki plamiste.
Doliczono się ok. 30 zespołów roślinnych. Największą powierzchnię zajmują lasy i zarośla: grądy dębowo-lipowe, buczyna karpacka, jaworzyna górska, bory sosnowe, lasy mieszane. Wiosną przed rozwojem liści drzew w runie masowo zakwitają: przylaszczka pospolita, miodunka ćma, zawilec gajowy i żółty, śledziennica skrętolistna, zdrojówka rutewkowata. Na skałach występują murawy kserotermiczne, a na dnach dolin las łęgowy. Wilgotne skały porośnięte są glonami, jak reliktowy gatunek wodolubka (Hydrurus foetidus). Z rzadkich grzybów warto wymienić purchawicę olbrzymią, sromotnika bezwstydnego, soplówkę jodłową i gwiazdosza czteropromiennego. Do gatunków introdukowanych należy między innymi grujecznik japoński.

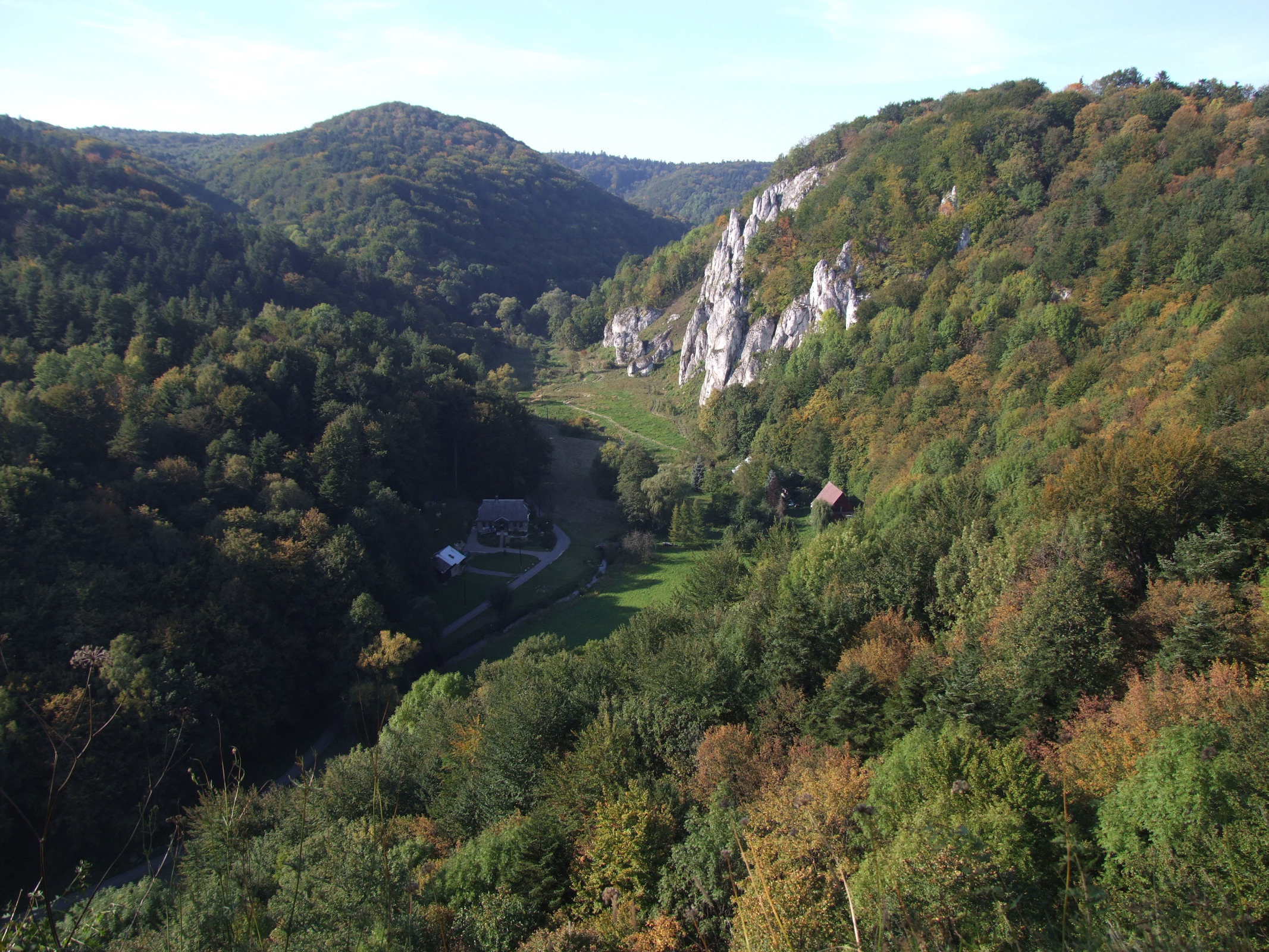
Dolina Prądnika
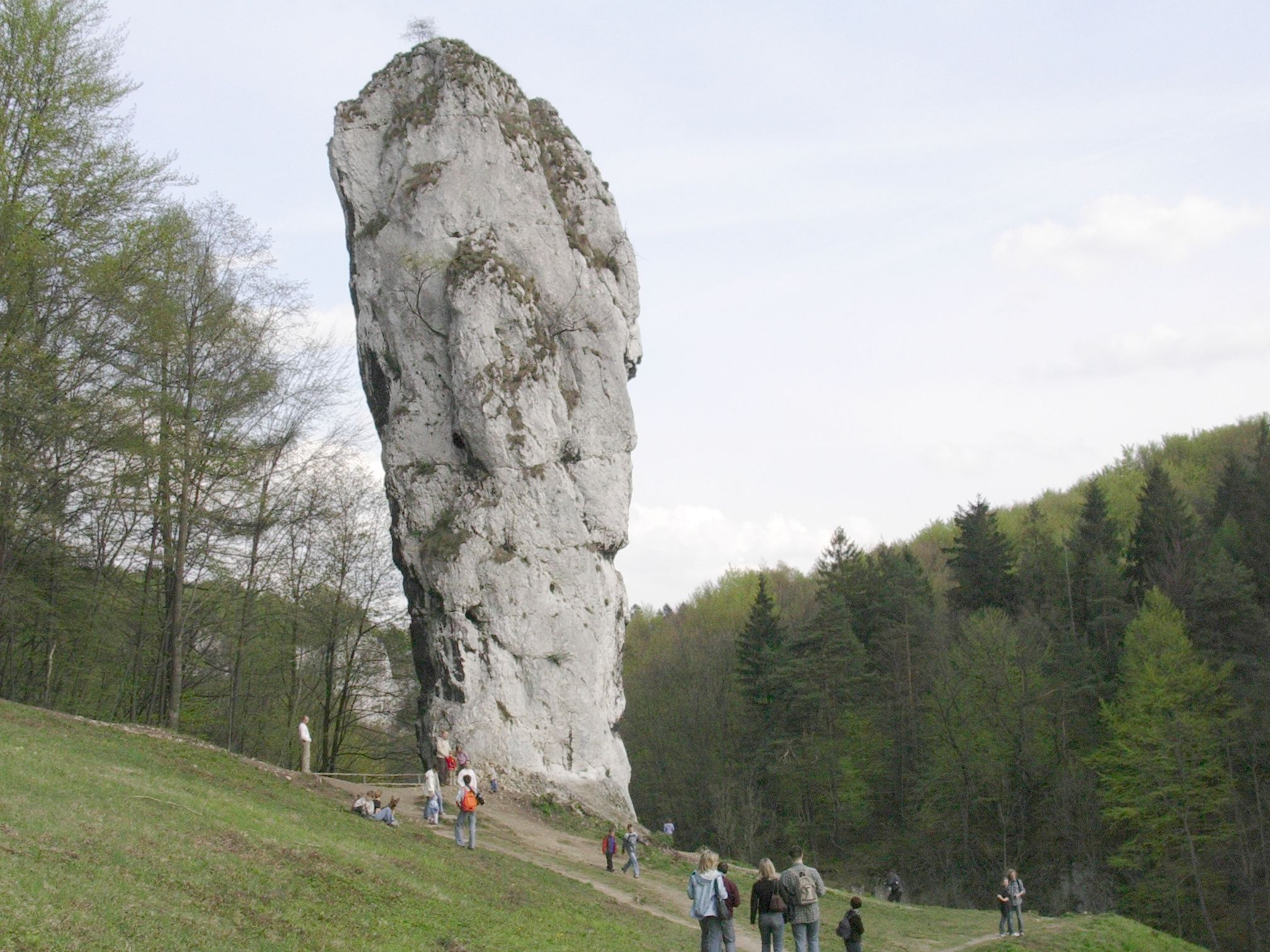
Maczuga Herkulesa
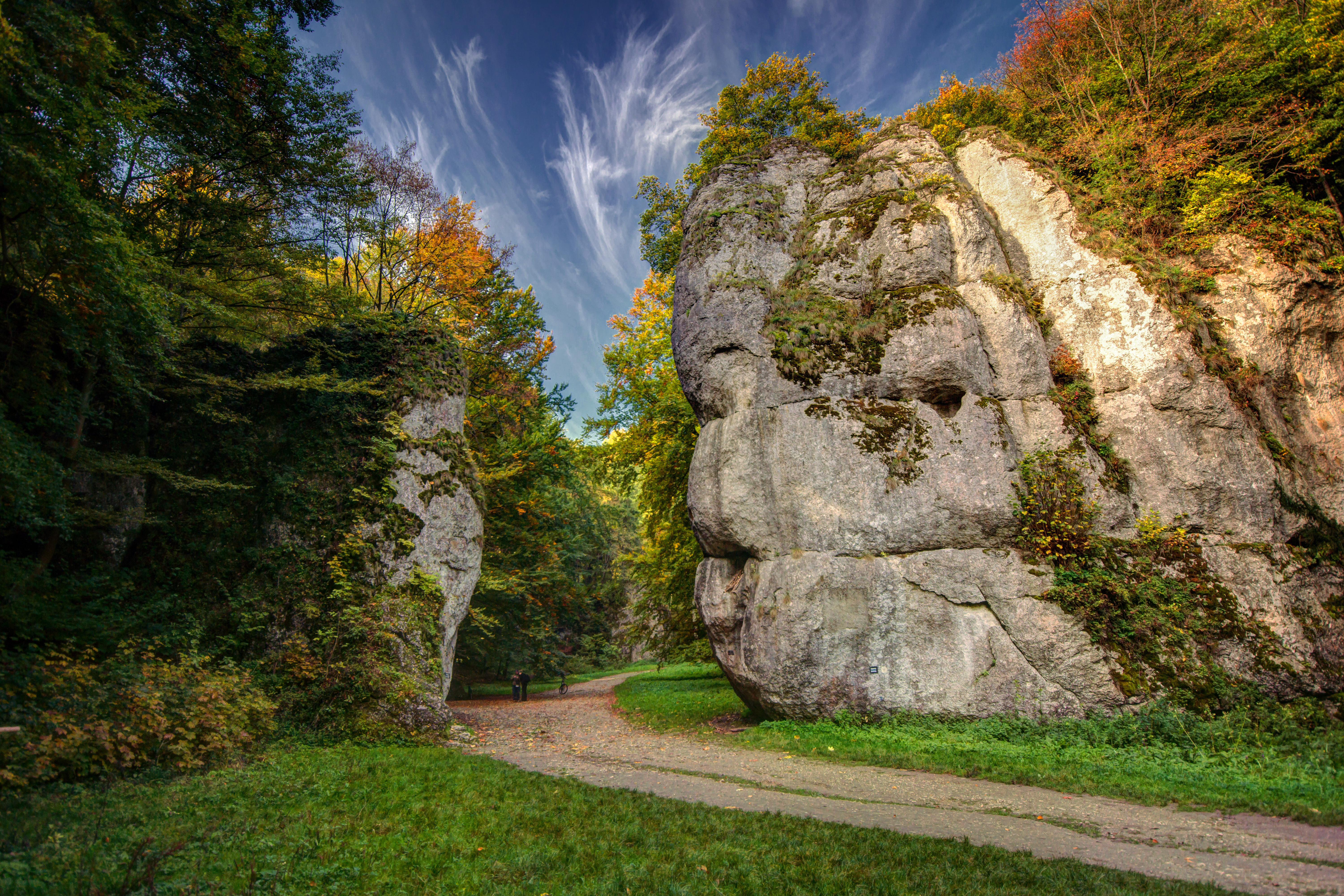
Brama Krakowska
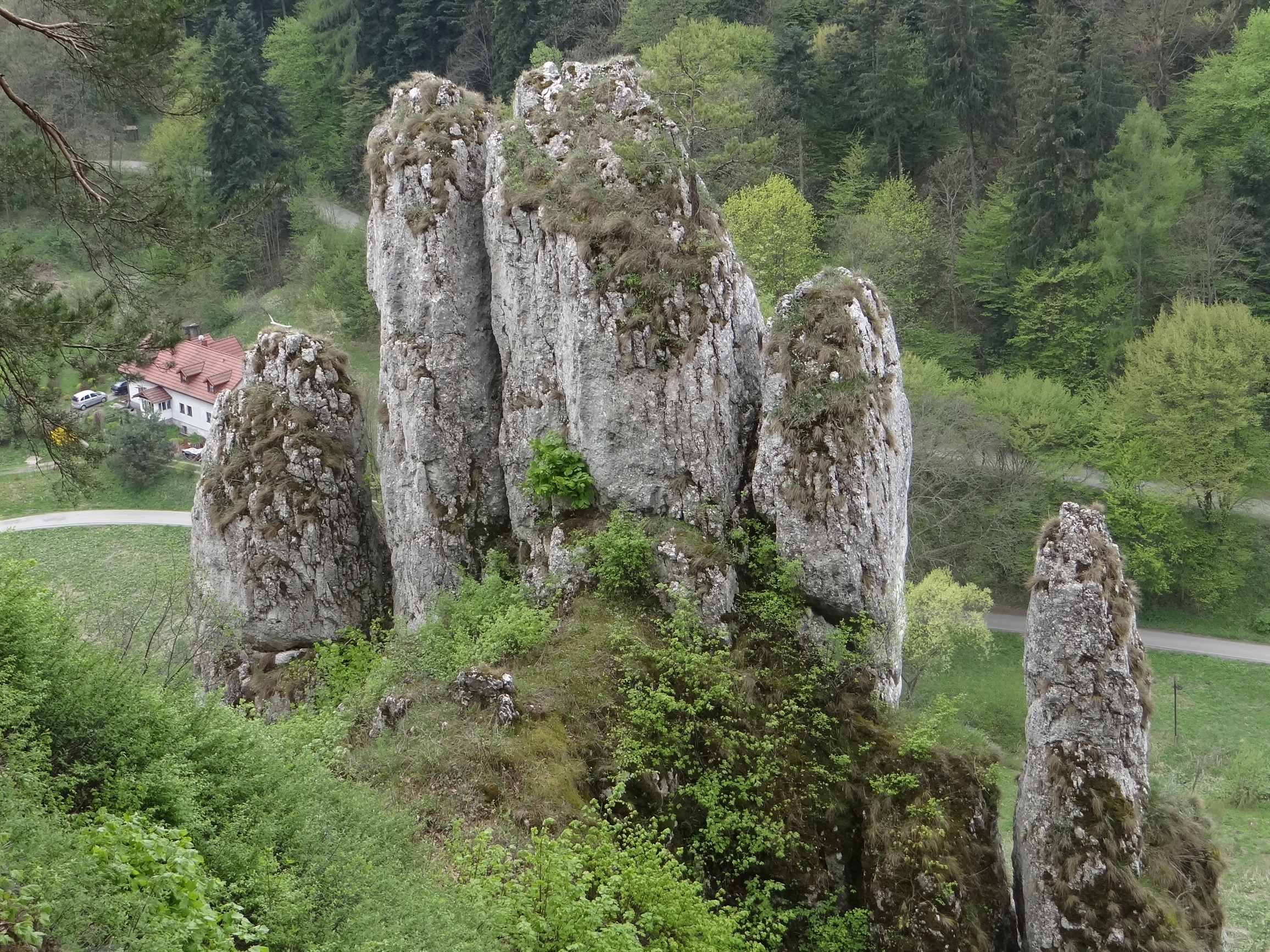
Rękawica
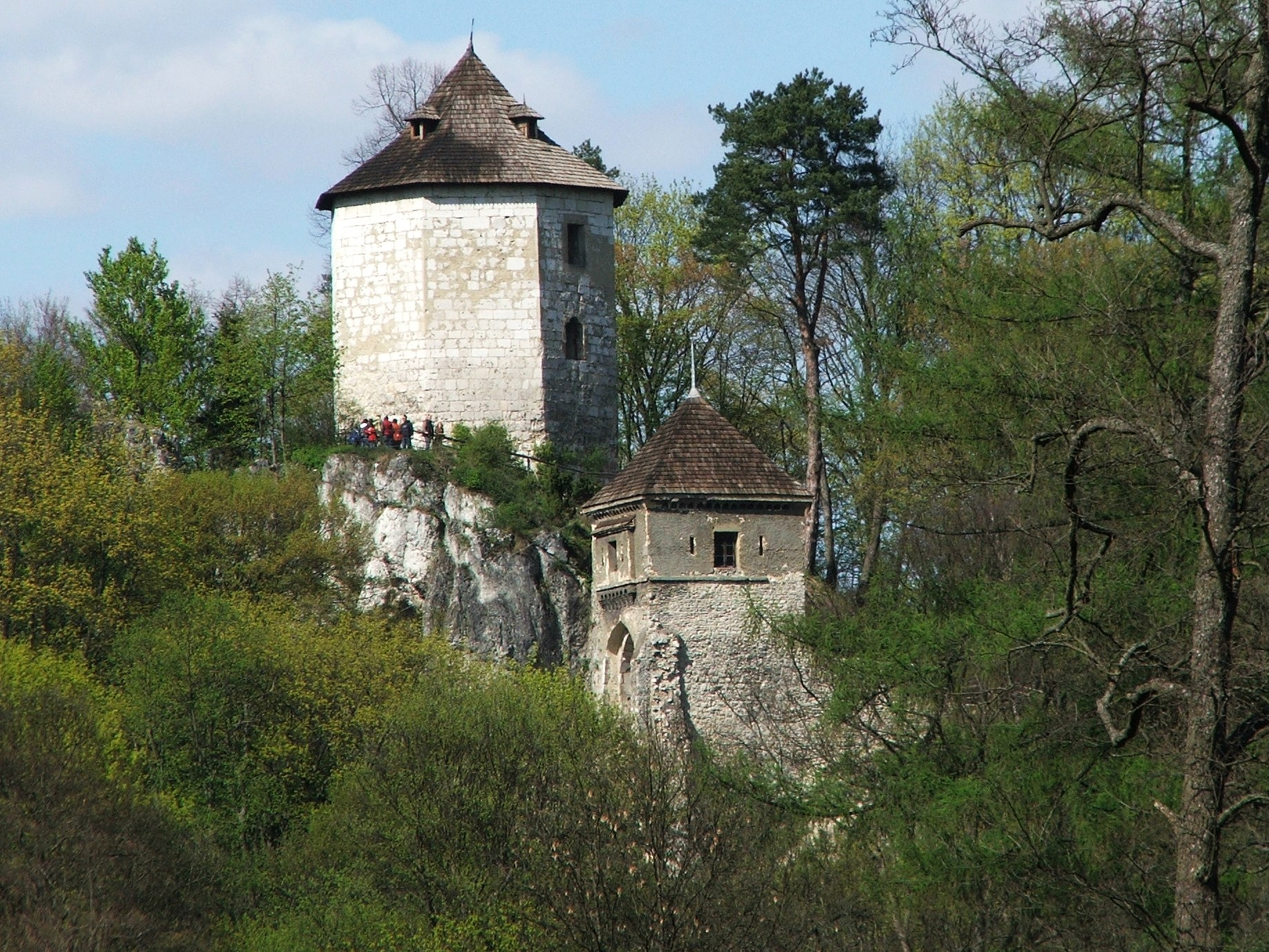
Zamek w Ojcowie
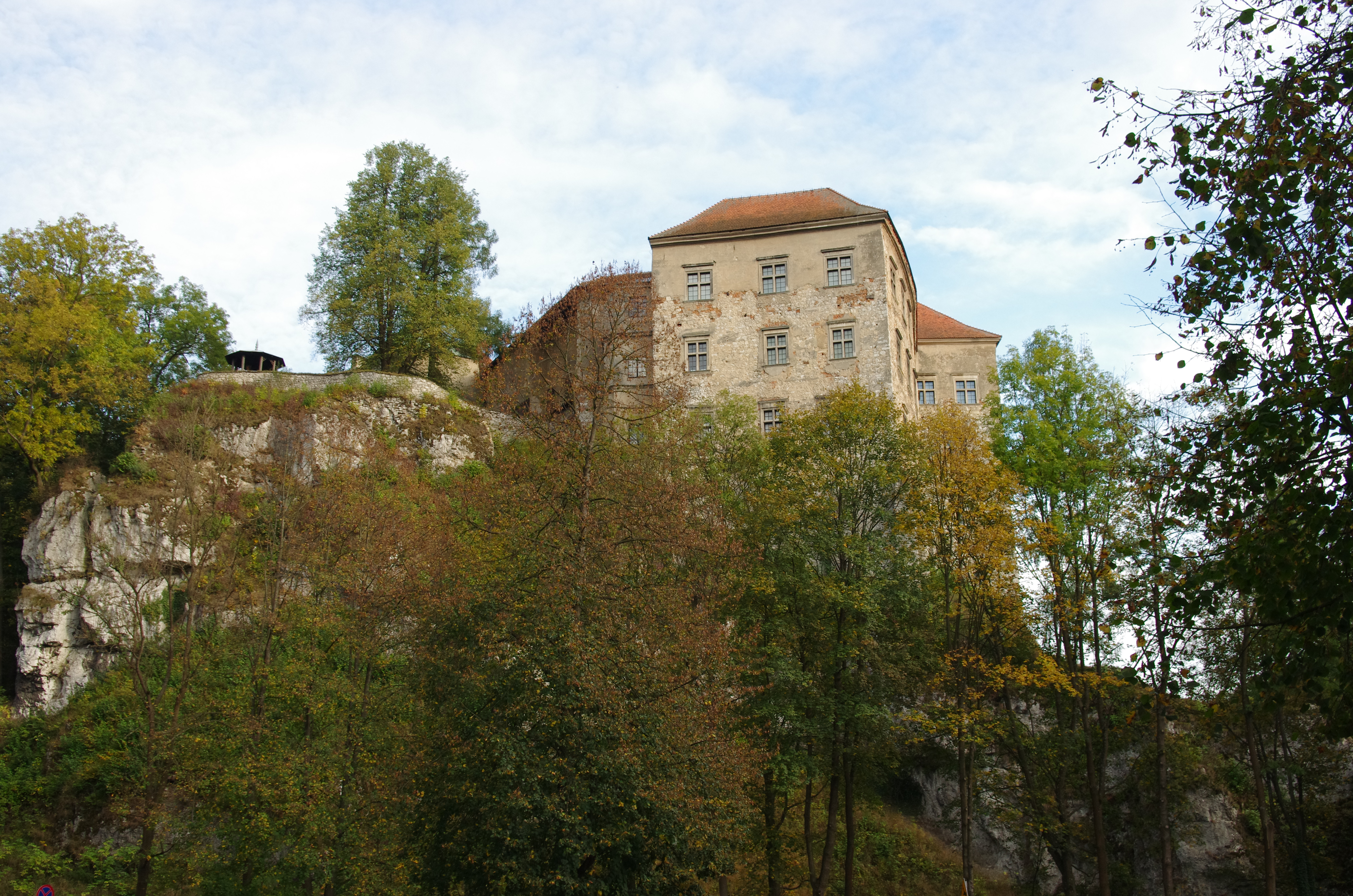
Zamek Pieskowa Skała
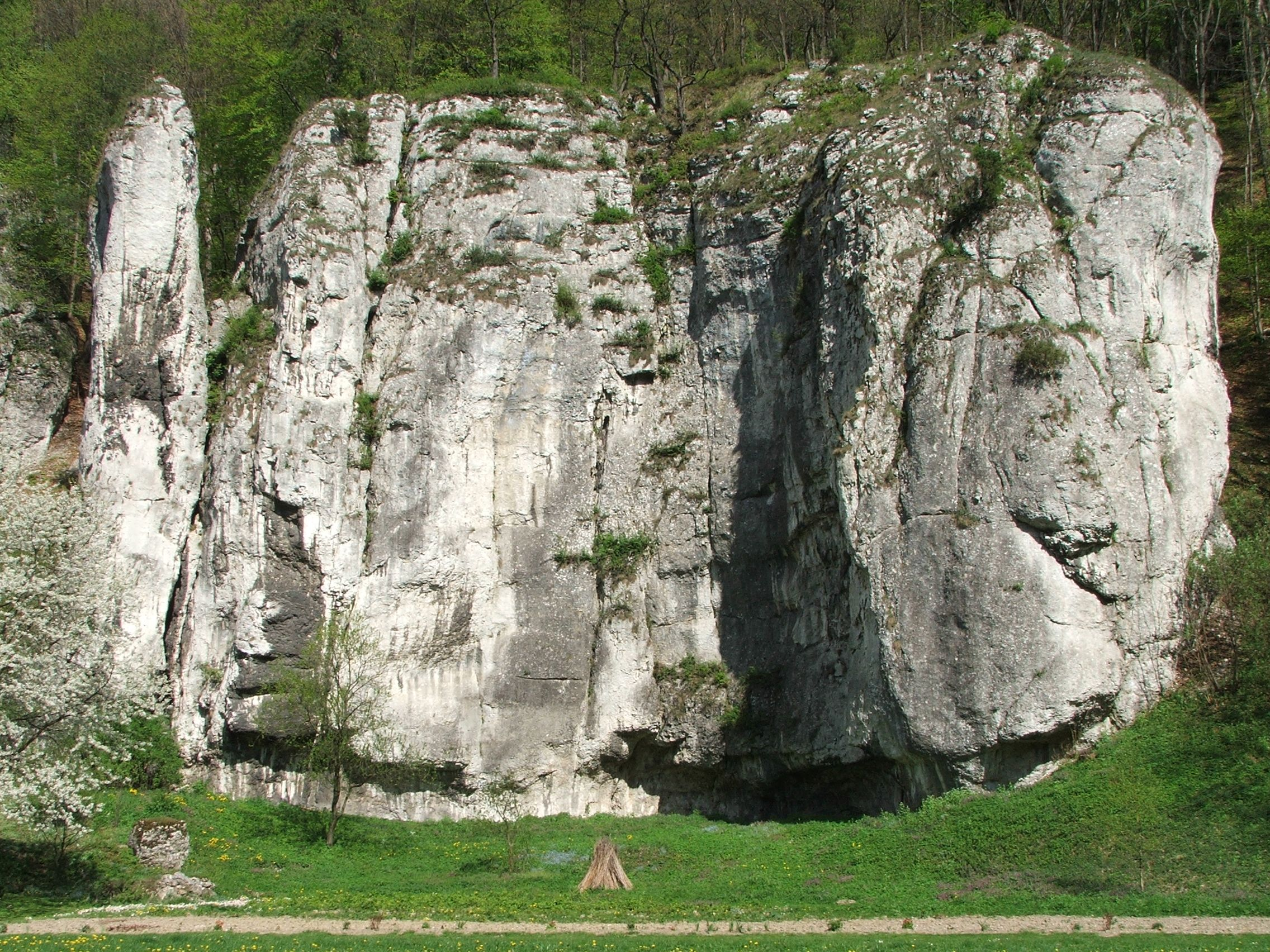
Skały Kawalerskie
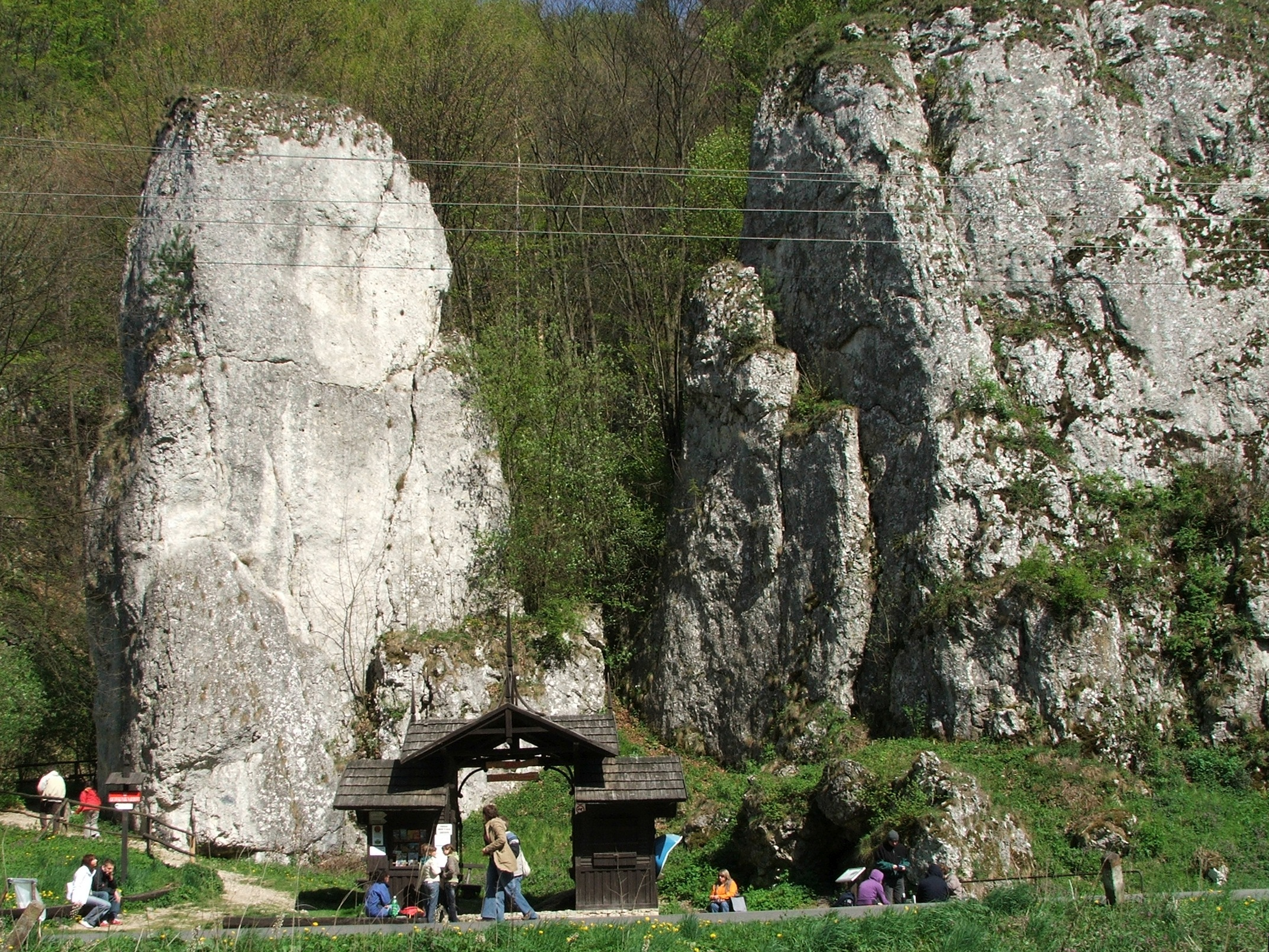
Skała Krukowskiego i Słupek

## Fauna
Liczbę występujących w parku i jego otulinie gatunków zwierząt szacuje się na 11 tys., do tej pory wykazano ich ok. 6 tys. Symbolem OPN są zamieszkujące jaskinie nietoperze – 17 gatunków (w Polsce – 25), najczęstszymi są nocek duży i podkowiec mały. Badania przeprowadzone w lutym 2022 roku wykazały, że w 21 obiektach nocowało 857 nietoperzy 11 gatunków. Z większych ssaków: sarna, zając szarak, dzik europejski, lis rudy, kuna leśna, tchórz zwyczajny, gronostaj, bóbr europejski, borsuk, orzesznica, piżmak. Stwierdzono występowanie 120 gatunków ptaków, w tym 94 lęgowe, m.in.: bocian czarny, pluszcz, zimorodek, puszczyk, jastrząb gołębiarz, sowa uszata, dzięcioł czarny, dzięcioł zielony, dzięcioł zielonosiwy, dzikie gołębie (gołąb grzywacz i turkawka), mysikrólik. Na zimę przylatują: czeczotki, jemiołuszki i kwiczoły. Z płazów występują: traszka zwyczajna i grzebieniasta, kumak nizinny, ropucha szara, żaba trawna, rzekotka drzewna i inne. Gady reprezentowane są przez: zaskrońca zwyczajnego, jaszczurkę zwinkę, padalca zwyczajnego, żmiję zygzakowatą, gniewosza plamistego
Najpospolitszymi gatunkami ryb są żyjące w wodach Sąspówki oraz Prądnika pstrąg potokowy i pstrąg tęczowy. Z rzadkich ślimaków warto wymienić dużego pomrowa błękitnego i wielkiego. Najliczniejsze są owady (opisano ich tu ponad 5 tys. gatunków).
218 gatunków zwierząt jest prawnie chronionych.

## Hydrologia
Na terenie parku jest ponad 50 wywierzysk zwanych źródłami. Są tylko dwa stałe cieki wodne: Prądnik uchodzący do Wisły i jego dopływ – potok Sąspówka. Przy Prądniku zlokalizowane są liczne młyny pochodzące z XIX w. (Boronia, Katarzyńskich, Natkańca, Tarnówki) i z I. połowy XX w. (Bosaka, Krzemienia, Krzystanka, Mosura, Wilka).

## Szlaki turystyczne
Na terenie Ojcowskiego Parku Narodowego utworzono kilka szlaków turystycznych o łącznej długości 46,6 km, jednak na niektórych odcinkach szlaki mają wspólny przebieg, tak więc łączna długość szlaków wynosi mniej – 37,3 km.
 Szlak Orlich Gniazd, odcinek od Prądnika Korzkiewskiego przez Dolinę Prądnika do Zamku Pieskowa Skała,
 z Doliny Sąspowskiej przez parking na Złotej Górze, Ojców, obok skały Słupek, obok Jaskini Ciemnej, powyżej skały Rękawica, przez punkty widokowe na górze Koronnej i skałę Wapiennik do dna Doliny Prądnika przy wylocie Wąwozu Smardzowickiego,
 z parkingu na Złotej Górze, przez Ojców, obok Jonaszówki do Jaskini Łokietka
 Szlak Warowni Jurajskich, odcinek od Grodziska przez Doliną Prądnika, wąwóz Ciasne Skałki do Jaskini Nietoperzowej